# Johannes Diergaardt
Johannes Gerard Adolph Diergaardt (* 16. September 1927 in Rehoboth, Südwestafrika; † 13. Februar 1998 ebenda), vor allem auch als Hans Diergaardt bekannt, war einer der politisch aktivsten und bekanntesten Rehoboth Baster in Namibia. 
Er war von 1979 bis 1989 faktisches Staatsoberhaupt des Homeland Rehoboth und weitere neun Jahre darüber hinaus bis zu seinem Tod Kaptein der Rehobother Baster. 1985 war er für drei Monate faktischer Premierminister Südwestafrikas.

## Werdegang
Diergaardt wuchs in Rehoboth auf. Er machte eine Ausbildung zum Kfz-Mechaniker und arbeitete auch als Landwirt.
Seine politische Karriere begann er mit 20 Jahren als Mitglied der Rehoboth Burgervereniging (Afrikaans für Rehobother Bürgervereinigung). 1959 gründete Diergaardt die Rehoboth Tax Payers Association (Englisch für Rehobother Steuerzahler-Vereinigung) und neun Jahre darauf die Rehoboth People’s Party.
Diergaardt wurde 1959 in den Rehoboth Advisory Council gewählt, der sich um die Geschicke der Gemeinschaft kümmerte. Er nahm von 1975 bis 1977 in Opposition zum bis dahin regierenden Kaptein Ben Africa an der Turnhallenkonferenz teil.
Als 1976 Südafrika den Baster eine Autonomie  zugestanden wurde, gewann Ben Africa die Wahl zum Kaptein knapp vor Diergaardt. Dieser zog gegen das Wahlergebnis vor Gericht und wurde drei Jahre später als 5. Kaptein der Baster vereidigt. Er setzte sich zeitlebens für die staatliche Unabhängigkeit des Rehoboth Gebiet ein.
Diergaardt saß für die Rehoboth Free Democratic Party (RFDP) in der Übergangsregierung der nationalen Einheit und war dort Minister für Lokale Verwaltung und Stadtangelegenheiten sowie vom 17. September 1985 bis 16. Dezember 1985 Vorsitzender des Ministerrates. 1988 gründete er die Federal Convention of Namibia (FCN), deren Parteivorsitz er bis zu seinem Tod 1998 innehatte.
Nach der Unabhängigkeit Namibias 1990 war Diergaardt unter anderem Mitglied der Verfassunggebenden Versammlung Namibias 1989 und anschließend Abgeordneter in der Nationalversammlung bis 1995.